# Beta-Hedging
Das Beta-Hedging ist eine indirekte Kursabsicherungsmethode für diejenigen Aktien, für welche keine Verkaufsoptionen am Terminmarkt erhältlich sind.
Da Aktienkursbewegungen größtenteils durch die Wertentwicklung des Gesamtmarktes (welche durch den Index abgebildet wird) bestimmt sind, behelfen sich die Anleger in diesen Fällen mit sogenannten Index-Puts. Über die Bestimmung des Bezugsverhältnisses von Index-Puts zur Aktie wird eine relativ gute Teilabsicherung gegen das Aktienkursrisiko erreicht, allerdings keine perfekte Absicherung („perfekter Hedge“).